# Liste des ports du golfe du Morbihan
Cet article liste l'ensemble des ports du golfe du Morbihan.

## Liste des ports
| Nom                    | Coordonnées                   | Commune          | Commentaires |
| ---------------------- | ----------------------------- | ---------------- | ------------ |
| Port-Anna              | 47° 37′ 26″ N, 2° 46′ 42″ O   | Séné             |              |
| Port de Bararac'h      | 47° 37′ 32″ N, 2° 46′ 30″ O   | Séné             |              |
| Port de Béluré         | 47° 36′ 22″ N, 2° 47′ 34″ O   | Île-d'Arz        |              |
| Port-Blanc (Baden)     | 47° 36′ 11″ N, 2° 51′ 36″ O   | Baden            |              |
| Port du Bono           | 47° 38′ 26″ N, 2° 57′ 10″ O   | Le Bono          |              |
| Embarcadère de Conleau | 47° 37′ 39″ N, 2° 46′ 38″ O   | Vannes           |              |
| Port Saint-Goustan     | 47° 39′ 58″ N, 2° 58′ 44″ O   | Auray            |              |
| Port de Larmor-Baden   | 47° 34′ 55″ N, 2° 53′ 42″ O   | Larmor-Baden     |              |
| Port du Lério          | 47° 36′ 06″ N, 2° 51′ 11″ O   | Île-aux-Moines   |              |
| Port de Locmariaquer   | 47° 33′ 54″ N, 2° 56′ 24″ O   | Locmariaquer     |              |
| Port du Logéo          | 47° 32′ 48″ N, 2° 50′ 42″ O   | Sarzeau          |              |
| Port-Navalo            | 47° 32′ 54″ N, 2° 54′ 55″ O   | Arzon            |              |
| Port de Plougoumelen   | 47° 39′ 19″ N, 2° 55′ 40″ O   | Plougoumelen     |              |
| Passage Saint-Armel    | 47° 35′ 21″ N, 2° 43′ 07,5″ O | Saint-Armel/Séné |              |
| Port de Vannes         | 47° 39′ 06″ N, 2° 45′ 30″ O   | Vannes           |              |

## Carte
| Port-Anna Bararac'h Béluré Port-Blanc Le Bono Conleau Saint-Goustan Larmor-Baden Lério Locmariaquer Logéo Port-Navalo Plougoumelen Passage Saint-Armel Vannes |